# Unterhammer (Gottow)
Unterhammer ist ein Wohnplatz des Ortsteils Gottow der Gemeinde Nuthe-Urstromtal im Landkreis Teltow-Fläming in Brandenburg.

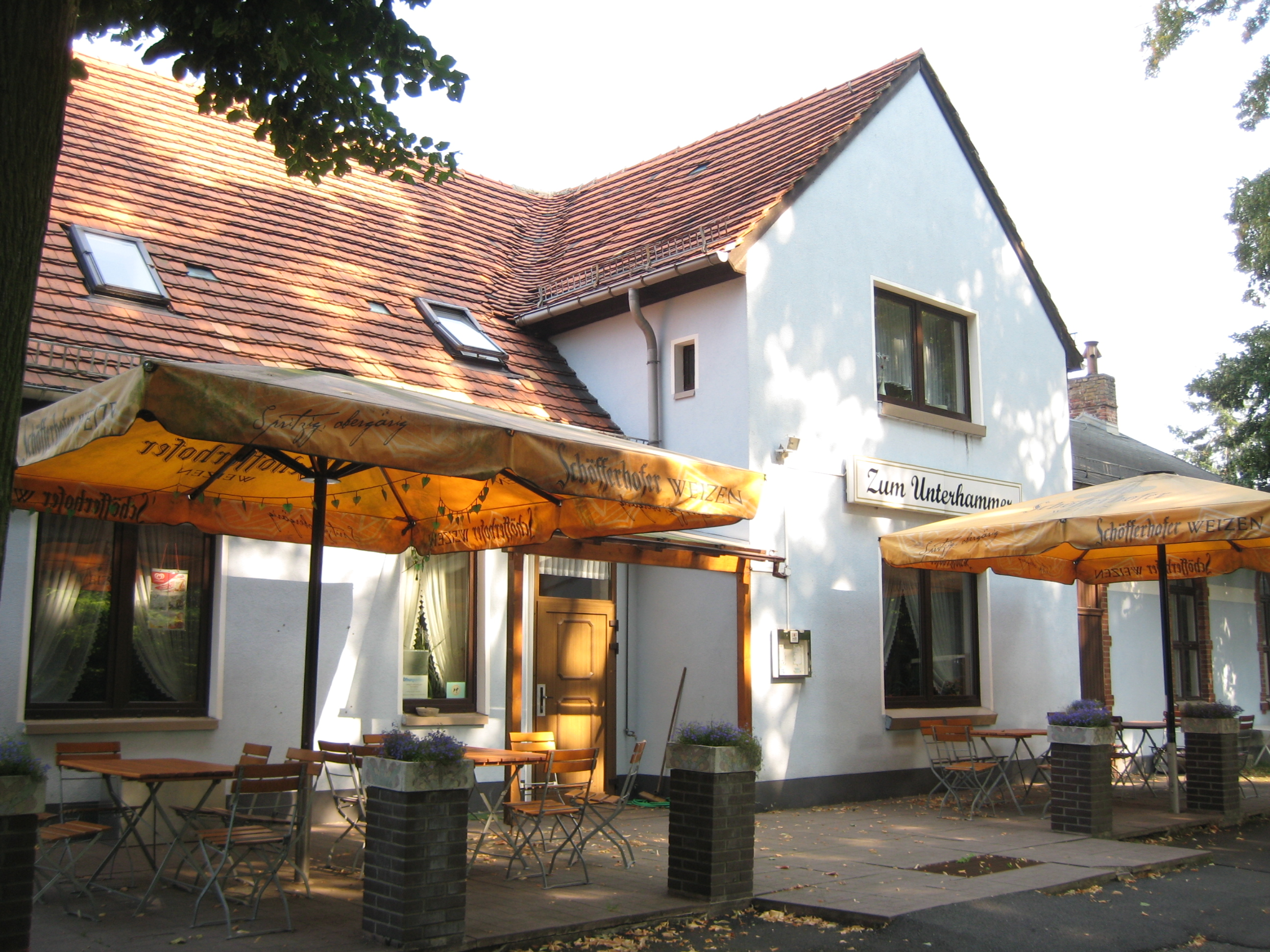
Unterhammer

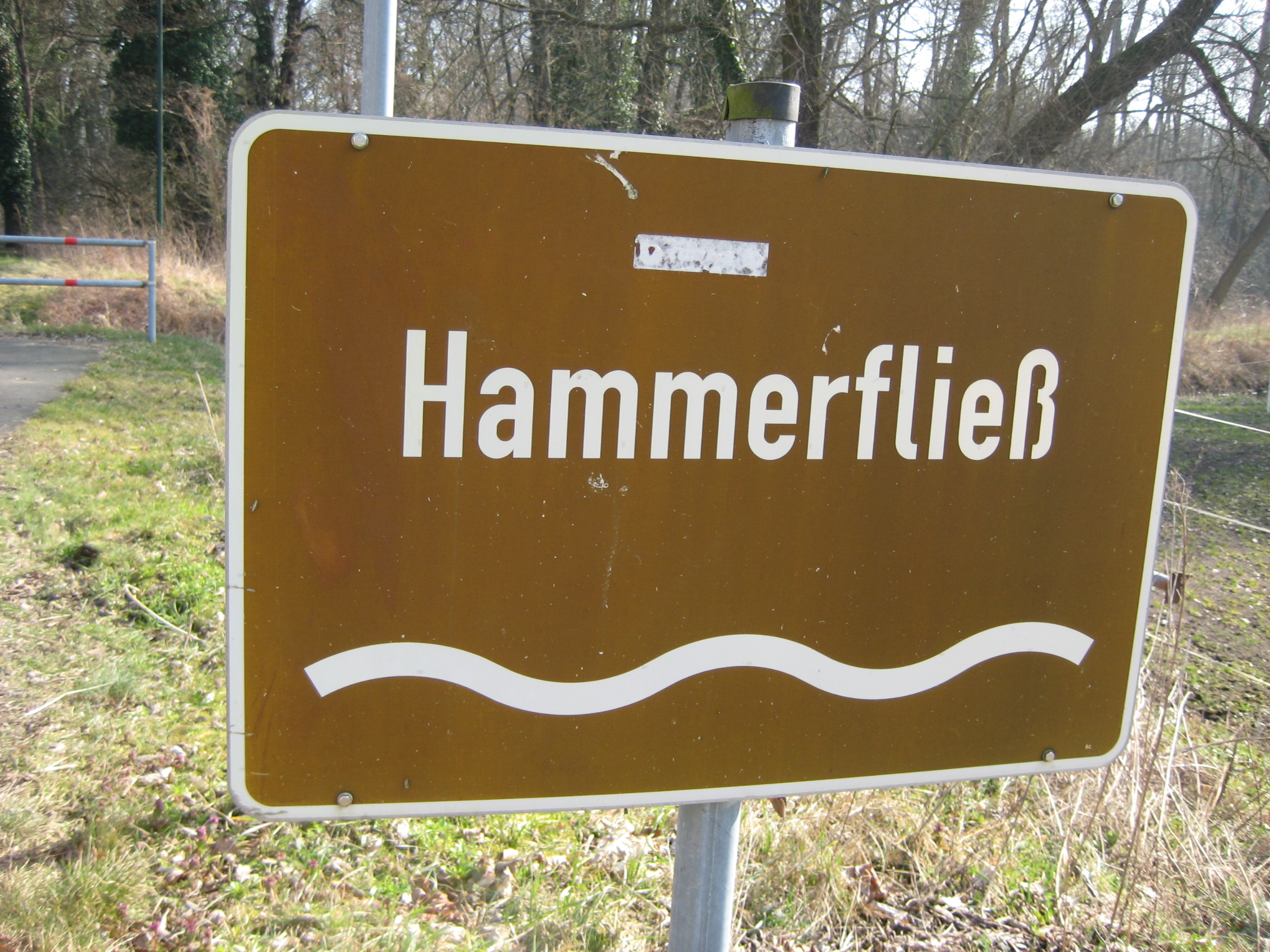
Hammerfließschild bei Unterhammer. Gemarkung Scharfenbrück

## Geografische Lage
Unterhammer liegt südöstlich des Gemeindezentrums. Es liegt direkt am das Baruther Urstromtal und von Gottow kommende durchfließende Hammerfließ.
Nördlichwestlich liegt der Ortsteil Woltersdorf. Es folgen im Uhrzeigersinn Scharfenbrück, Schöneweide, Gottow, Jänickendorf sowie die Stadt Luckenwalde. Der überwiegende Teil der Gemarkung ist bewaldet.

## Geschichte und Etymologie
Der Ort wurde erstmals 1778/86 und dann wieder 1832 in der Phase der Umwandlung in eine Mahl- und Schneidemühle als schon bestehend erwähnt, ist also älter und gehörte mit der Fläche zum alten Amt Zinna, zum Luckenwaldeschen Kreis. Unterhammer liegt im historischen Kontext mit dem benachbarten Gottow und der Königlich Preußischen Eisenhütte Gottow. Der Unterhammer wurde auch als Nebenwerk von Gottow tituliert. Der Unterhammer gehörte immer zu Gottow. 1831 kam es zur Ausschreibung des Freiwilligen Verkauf des Gottower Eisen-Hütten- und Kupfer-Hammer-Werks. Gleichzeitig wurde der dazugehörige Unterhammer angeboten und als Nebenwerk gesondert taxiert, 5.234 Taler. Um 1880 betrieb Carl Maye die Mühle am Unterhammer, damalige Schreibweise Unter-Hammer. 1927 lag das Fischereirecht am Hammerfließ bei Unterhammer bei der Gemeinde Gottow.
Bereits 1880 wurde der bestehende Gasthof als Ferienkolonie für verarmte Kinder genutzt und dies landesweit präsentiert. 1910 wurde der Unterhammer erneut als Teil des „Gutsbezirkes Gottow-Hüttenwerk“ bezeichnet. Besitzer war der Inhaber vom Gasthof, Ernst Müller. Das beliebte Ausflugslokal wurde 1963 ergänzt, mit einer Bohle-Kegelbahn-Sportanlage, die dreißig Jahre die SG Harmonie Gottow als Heimspielstätte nutzte.
Die ortsansässige Forellenmastanlage Unterhammer gehörte seit 1985 zum VEB Binnenfischerei Potsdam; ist heute als beliebter Forellenhof einer von vier Betriebsteilen der Binnenfischerei Potsdam GbR.
Bis 1952 gehörte der Unterhammer mit Gottow und den Moldenhütten zum Kreis Jüterbog-Luckenwalde, dann zum neu gebildeten Kreis Luckenwalde im DDR-Bezirk Potsdam. Unterhammer wurde mit Gottow am 6. Dezember 1993 in die neue Gemeinde Nuthe-Urstromtal eingegliedert.

## Sehenswürdigkeiten
- Hammerfließ, Gottower See mit Waldlehrpfad

## Wirtschaft, Politik und Infrastruktur
Im Ort ist ein Gewerbe ansässig. Der Wohnplatz wird von Gottow aus verwaltet. Der derzeitige dortige Ortsvorsteher ist Ulf Neugebauer.
Eine Landstraße führt östlich der Gemarkung von Gottow kommend zum Unterhammer. Weitere Nebenwege gehen u. a. nach Woltersdorf.